# Nokia N73
El Nokia N73 es un teléfono del tipo teléfono inteligente de Nokia, oficialmente descrito como un «ordenador multimedia».

## Características

### General
Al igual que otros productos de la serie N o la serie E de Nokia de su época (finales de 2006), el N73 trae incluidas gran cantidad de aplicaciones, incluyendo listín de contactos, mensajería, galería multimedia, reproductor de música, radio
visual FM, RealPlayer, un cliente de mensajería instantánea, navegador WAP, navegador web completamente funcional basado en KHTML/Webkit, un visor de documentos de Microsoft Office, un visor de PDF, Adobe Flash Lite 1.1 y algunos juegos. La mayoría de estas aplicaciones soportan ejecución en segundo plano; por ejemplo, es posible escuchar música mientras se navega por Internet, y entonces cambiar de aplicación para escribir un SMS o un correo electrónico, teniendo que cerrar ninguna aplicación. Los teléfonos que no pertenecen a la categoría de teléfono inteligente típicamente no pueden hacer esto, o pueden de una forma muy limitada; por ejemplo, solo puede utilizarse el reproductor de música en segundo plano. Sin embargo, y al contrario que otros terminales como el N80, el N73 no soporta la tecnología WiFi.

### Cámara
La característica más notable del N73, y que lo distancia de otros terminales de la serie N o la serie E de Nokia, es su cámara de fotos integrada, de 3,2 megapixels, con lente Tessar de Carl Zeiss, flash, reducción de ojos rojos, autofocus, y zoom digital 20x. Se trata de la cámara integrada en un teléfono inteligente más avanzada en el momento del lanzamiento del terminal. Similar a la cámara del 5610

### Software y firmware
Es posible instalar y desinstalar tanto aplicaciones Java como de la plataforma S60 (versión 3), bien desde el propio terminal -mediante su instalador propio- o a través del software Nokia PC Suite, que está incluido en el paquete del teléfono. Además, Nokia ha facilitado el proceso de actualización del firmware, que puede ser realizado por el propio usuario a través del software anteriormente citado.

### Conectividad USB
Dado que el N73 soporta acceso mediante bluetooth y almacenamiento masivo USB -entre otros-, es posible transferir grandes cantidades de datos desde y hacia el terminal, utilizando cualquier ordenador que soporte cualquiera de sus métodos de acceso (entre los que se encuentran sistemas como Windows, Linux y Mac OS X). 

### Organización interna
El N73 utiliza un sistema de base de datos para las aplicaciones de 'galería' que incluye el terminal (que está ejecutándose constantemente en segundo plano, para reducir los tiempos de búsqueda y ejecución), y nuevamente dichas bases de datos pueden ser actualizadas de forma local desde el propio dispositivo. Esto implica el soporte de ficheros de audio, vídeo e imagen, que pueden ser ubicadas en prácticamente cualquier localización del sistema de ficheros y ser accedidas fácilmente, y en el caso de los ficheros de audio mp3, por su etiqueta ID3.

## Versión "music edition"

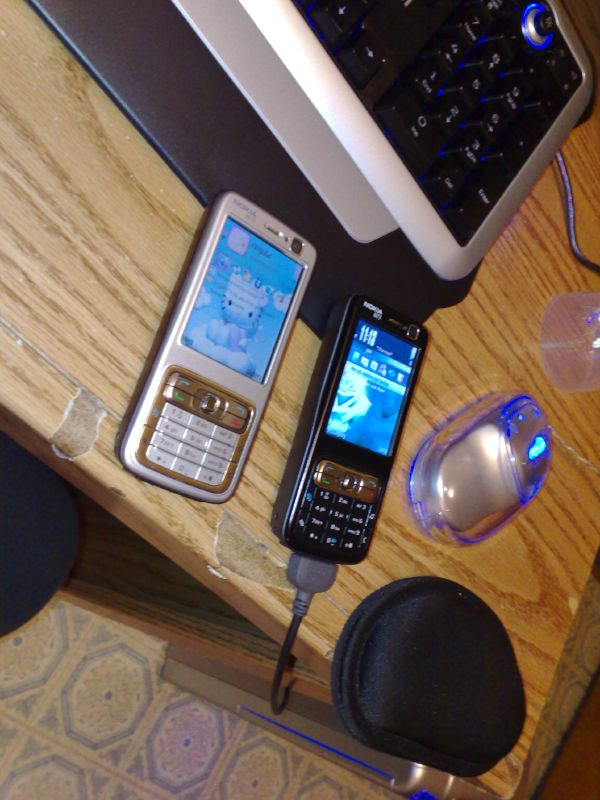
N73 Simple (Izquierda) y el Music Edition (Derecha)

Adicionalmente al modelo estándar, Nokia lanzó posteriormente el "N73 music edition". Desde el punto de vista del hardware, el teléfono es idéntico, pero la tecla 'multimedia' del teclado ha sido sustituida por un botón que inicia el reproductor de música. El "N73  music edition" también incluye de serie una tarjeta de memoria de 2 GB, y su color es completamente negro. Es posible, no obstante, actualizar el firmware de un terminal estándar para que ejecute la versión "music edition", cambiando el código del producto antes de ejecutar la actualización a través del software Nokia PC Suite.

## Especificaciones técnicas
| Característica               | Especificación |
| ---------------------------- | --- |
| Forma                        | Candybar ("monobloque") |
| Plataforma                   | Serie 60(S60) 3ª Edición |
| Sistema Operativo            | Symbian OS 9.1 |
| CPU                          | RISC de 32 bits, arquitectura ARM doble núcleo a 220 MHz |
| Memoria RAM                  | 44 MiB |
| Frecuencias GSM              | 850/900/1800/1900 MHz |
| GPRS                         | Sí |
| EDGE (EGPRS)                 | Sí |
| WCDMA                        | Sí (2100 MHz) (únicamente modelo N73-1) |
| Pantalla principal           | QVGA de 2 pulgadas, TFT, 262.144 colores, 240 × 320 pixels |
| Cámara                       | 3,2 Megapixels (Lente Tessar de Carl Zeiss, flash, reducción de ojos rojos, autofocus, zoom digital 20x)                                                             |
| Grabación de vídeo           | Sí (MPEG4, 3GP) |
| Navegación                   | Sí. Trae por defecto un navegador web |
| Mensajes multimedia          | Sí |
| Videollamada                 | Sí |
| Pulse para hablar (PPH)      | Sí |
| Soporte de Java              | Sí, MIDP 2.0, CLDC 1.1 |
| Adobe Flash Lite             | Sí, 1.1 |
| Memoria interna              | 42 MB |
| Memoria externa              | 480MB Tarjeta miniSD |
| Ranura de tarjeta de memoria | Sí, miniSD (intercambiable en caliente) |
| Reproductor de música        | MP3/AAC/eAAC/eAAC+/WMA |
| Bluetooth                    | 2.0 + EDR + Perfil A2DP (en firmware 4.xxx o superior) |
| Infrarrojos                  | Sí |
| Soporte para cable de datos  | Sí |
| Correo electrónico           | Sí |
| Modo "fuera de línea"        | Sí |
| Batería                      | BP-6M (3,7V, 1100 mAh) |
| Peso                         | 116 gramos |
| Dimensiones                  | 110 × 49 × 19 milímetros |
| Otros                        | Radio visual FM |
|                              | Altavoces estéreo |
|                              | Auriculares estéreo |
| Colores                      | Blanco-Rojo, Blanco-Gris, Blanco-Negro, Blanco-Azul Tormenta (Shakira edition), Blanco-Arena, Plata-Moca, Blanco-Blanco (Arab edition) y Negro-Negro (Music Edition) |

### Reviews
- Nokia N73 – Review por Mobile-review.com
- Nokia N73 – Review por All About Symbian
- Nokia N73 – Review por MobileTechReview
- Nokia N73: Pole position – Review por MobileMania y GSM Arena
- Nokia N73 – Review MobileCloseUp.com
- Review de CNET Reino Unido
- Características clave del Nokia N73

- Datos: Q1076461
- Multimedia: Nokia N73 / Q1076461